# Garten der Erinnerung (Duisburg)

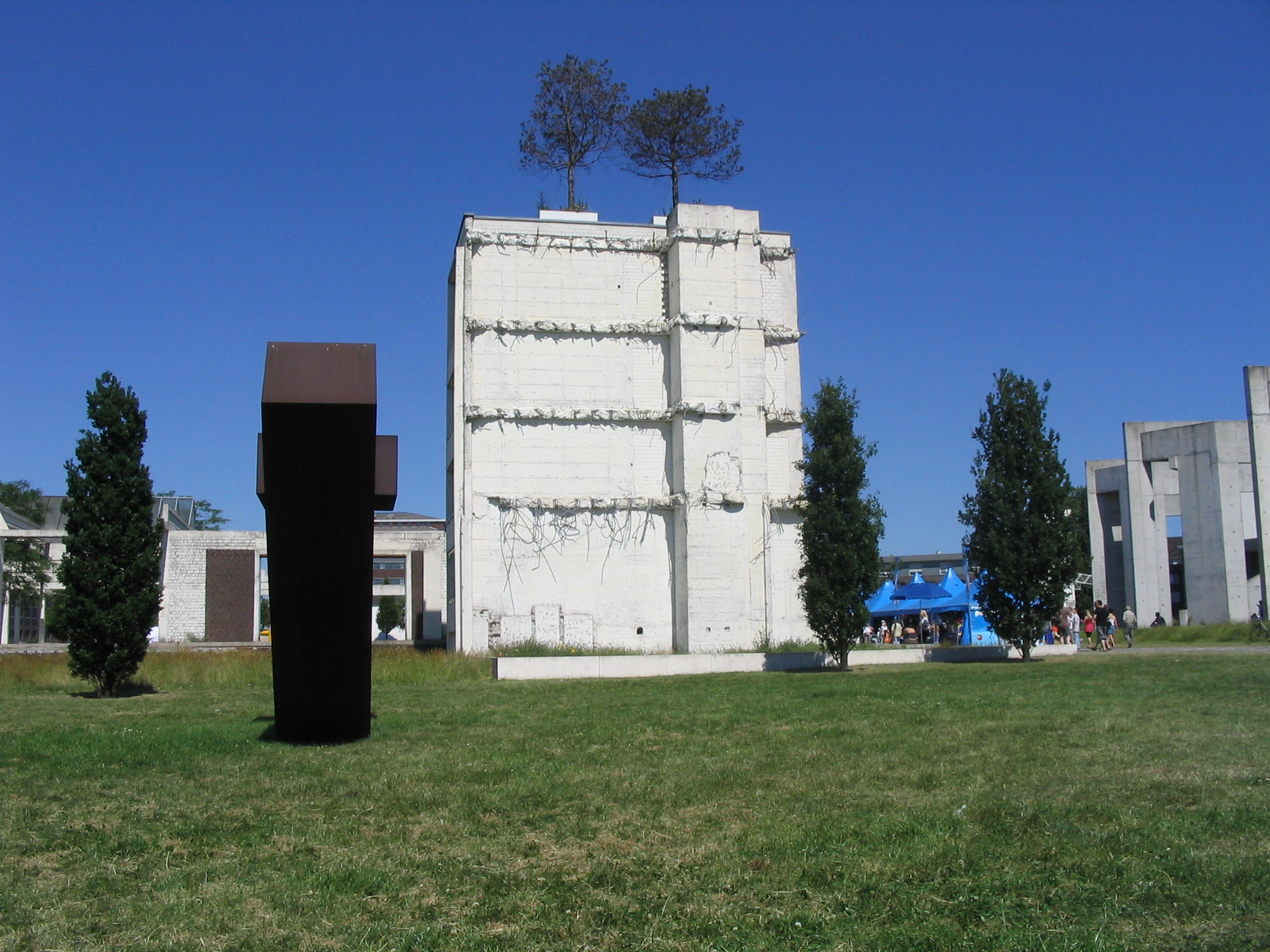
Mit Kiefern bepflanzte bauliche Überreste eines Treppenhauses (genannt Ludwigsturm) im Garten der Erinnerung

Der Garten der Erinnerung – auch Altstadtpark genannt – ist ein 1999 nach Plänen von Dani Karavan angelegter Stadtpark im Innenhafen Duisburg. Er ist das bis dahin umfangreichste Projekt des Land-Art-Künstlers in Deutschland. 
In unmittelbarer Nachbarschaft liegen das Gemeindezentrum (mit Synagoge) der Jüdischen Gemeinde Duisburg-Mülheim/Ruhr-Oberhausen, der Yitzhak-Rabin-Platz, die Stadtmauer mit dem Koblenzer Turm, ein Seniorenzentrum und die Duisburger Marina mit der Buckelbrücke. Über die Grünanlage Kuhlenwall kann die Duisburger City zu Fuß erreicht werden. 

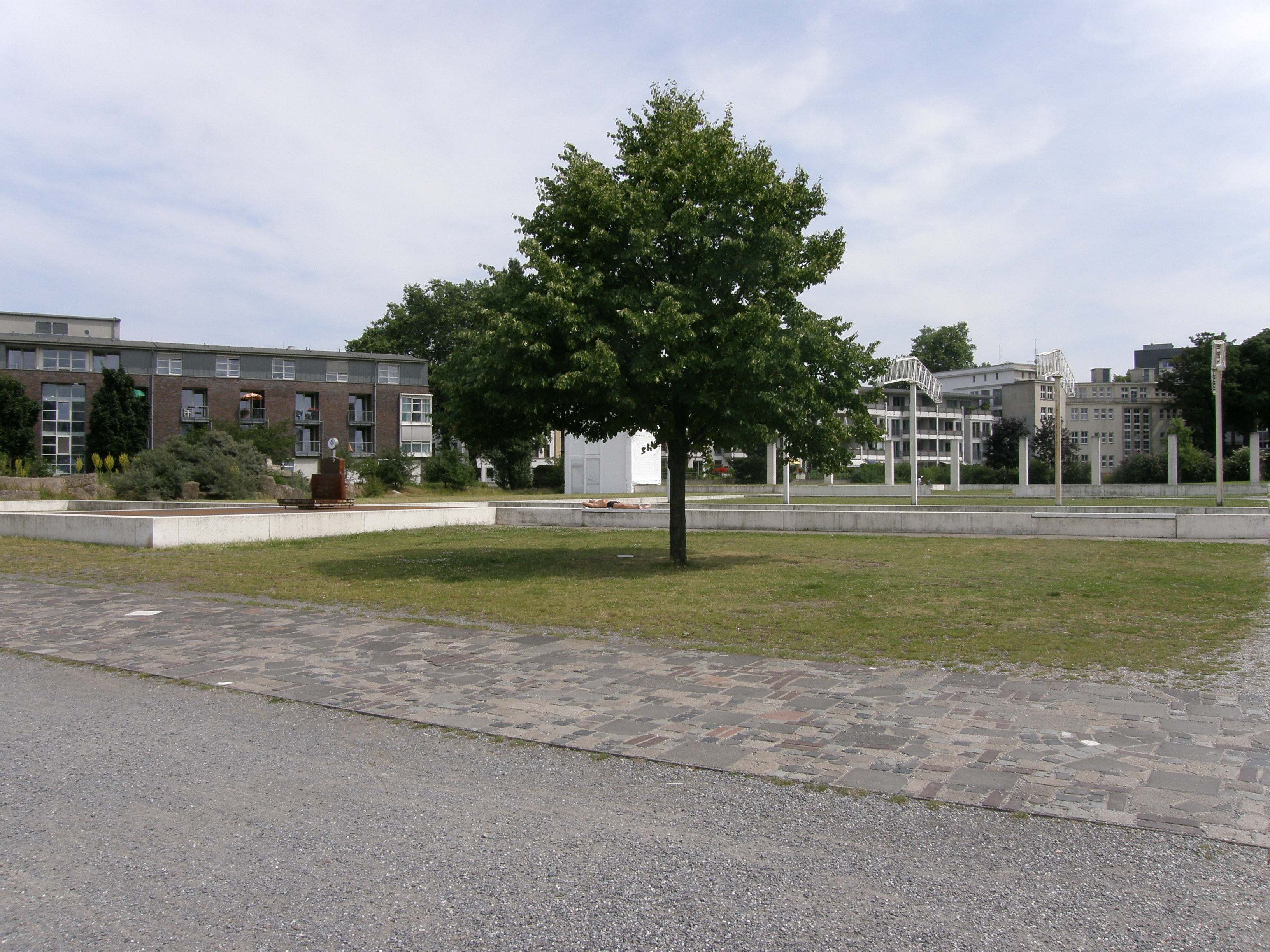
Vorne der mosaikartige Weg, dahinter die weißen Bänder von Dani Karavan, links die alte Waage und dahinter der Steingarten am Seniorenwohnhaus

Im drei Hektar großen Park wurden bewusst herausgearbeitete Überreste der ehemaligen Bebauung (unter anderem Spar-Zentrale, Allgemeine Land- und Seetransport AG, Hermann Ludwig) stehen gelassen, um sie als Veranstaltungsorte oder Aussichtstürme zu nutzen (siehe das Treppenhaus rechts im Bild). Die Grundrisslinien der abgerissenen Gebäude wurden durch die für den Künstler Karavan typischen weißen Betonbänder stilisiert dargestellt, der zentrale Weg mosaikartig aus dem Trümmerschutt zusammengesetzt, aus den Abbruchresten ein dreieckiger Hügel und ein chaotischer Steingarten moduliert und verschiedene Wasserflächen herausgearbeitet. Die Bepflanzung bezieht die Gebäudereste mit ein, so wurden Bergkiefern auf dem Aussichtsturm und Gleditschien im Ludwigforum, dem früheren Hallenboden angepflanzt. Die ehemalige Nutzung des Bereiches als Getreideumschlag („Brotkorb des Ruhrgebietes“) wird durch Getreide- und Sonnenblumenfelder und die Waage in der Mitte des Parkes aufgegriffen (siehe Bild links). Der Park schafft so einen Zusammenhang zwischen der industriellen Vergangenheit und der sich an Kultur und Freizeit orientierenden Zukunft.
Nachts wird der Park durch die Installation der Lichtplaner Belzner und Hofmann illuminiert.